# Climat du Lot
 (avril 2012).
Si vous disposez d'ouvrages ou d'articles de référence ou si vous connaissez des sites web de qualité traitant du thème abordé ici, merci de compléter l'article en donnant les références utiles à sa vérifiabilité et en les liant à la section « Notes et références ».
Par sa position géographique, le Quercy subit deux influences climatiques opposées, qui jouent un rôle dans le degré de conservation des vestiges. Le Ségala (avec des altitudes comprises entre 500 et 776 mètres) s'oppose au reste du département (entre 65 et 500 mètres) La quasi-totalité du département connaît un climat doux (entre 11.5 et 14 °C) contrairement au Ségala, au climat plus tempéré, proche du Massif central, (entre 10 et 11,5 °C) . Le Quercy Blanc, supporte les influences directes du bassin aquitain et de la vallée de la Garonne, tour à tour océaniques, continentales et méditerranéennes, selon les saisons.  

## Climat
| Mois                                 | Janv | Fév | Mars | Avr  | Mai  | Juin | Juil | Août | Sept | Oct | Nov | Déc | Année |
| ------------------------------------ | ---- | --- | ---- | ---- | ---- | ---- | ---- | ---- | ---- | --- | --- | --- | ----- |
| Températures minimales moyennes (°C) | 2    | 2   | 4    | 6    | 10   | 12   | 14   | 14   | 11   | 9   | 5   | 2   | 7,58  |
| Températures moyennes (°C)           | 5,5  | 6,5 | 9    | 11.5 | 15.5 | 18.5 | 20,5 | 20,5 | 17,5 | 14  | 8,5 | 5,5 | 12,75 |
| Températures maximales moyennes (°C) | 9    | 11  | 14   | 17   | 21   | 25   | 27   | 27   | 24   | 19  | 12  | 9   | 17,92 |
| Précipitations moyennes (mm)         | 68   | 68  | 63   | 78   | 93   | 81   | 60   | 67   | 76   | 82  | 72  | 75  | 883   |
| Ensoleillement moyen (heures)        | 89   | 107 | 151  | 176  | 199  | 239  | 283  | 247  | 209  | 163 | 102 | 91  | 2056  |
| Source: La Chaine Météo              |      |     |      |      |      |      |      |      |      |     |     |     |       |

## Les précipitations
Le sud du Lot subit des précipitations moins nombreuses que la partie septentrionale. En effet, les dépressions océaniques sont stoppées par les reliefs du Massif central et déversent leurs pluies  sur le Ségala. En revanche, le Quercy Blanc a une pluviométrie deux fois moins importante. En moyenne, il pleut sur le département du Lot 140 à 150 jours par an. Mai, juin et octobre sont généralement les mois les plus humides de l’année

## Les températures
En raison des influences aquitaines qu’il subit, le sud du département connaît un climat plus doux, les précipitations y sont également plus faibles en raison d'une altitude plus modeste.. Les températures de ce dernier sont en moyenne supérieures de deux degrés Celsius par rapport au reste de la circonscription. Au point d’observation situé à Gourdon, l’ensoleillement atteint une moyenne annuelle de 2058 heures.

## Les vents
Le département du Lot n’est pas particulièrement venté. Le plus souvent, la vitesse du vent ne dépasse pas les 10 km/h. Le vent d’Autan, le vent du Nord et les vents continentaux soufflent cependant sur la région et exercent des influences qui leur sont propres sur le Quercy Blanc. L’Autan blanc, chaud et sec venant de la Méditerranée, l’Autan noir d’Espagne pluvieux, le vent du nord qui amène un beau temps sec, et enfin les vents d’ouest humides et doux, favorisent une diversité climatique.